# Адешина, Адемола
Адемола Адешина (англ. Ademola Adeshina; род. 4 июня 1964, Ошогбо) — нигерийский футболист, полузащитник. Участник летних Олимпийских игр 1988 года и четырёх Кубков африканских наций (трижды серебряный призёр турнира).

## Биография
Адемола Адешина родился 4 июня 1964 года в нигерийском городе Ошогбо.

### Клубная карьера
Начал профессиональную карьеру в 1982 году в клубе чемпионата Нигерии — «Шутинг Старз». В 1988 году перешёл в бельгийский «Жерминаль Экерен», Адешина помог команде выйти в чемпионат Бельгии, сыграв 8 игр во Втором дивизионе. Затем, он вернулся в «Шутинг Старз».
С 1991 года по 1996 год являлся игроком бельгийского «Хемптинне-Эгезе», который выступал в низших дивизионах Бельгии. Именно в этом клубе он и завершил карьеру игрока. После окончания карьеры игрока являлся техническим директором в нигерийском клубе НЕПА. В 2012 году возглавлял команду «Прайм», а в 2013 году руководство клуба отправила его на курсы повышения квалификации.

### Карьера в сборной
В составе национальной сборной Нигерии выступал с 1982 года по 1990 год, проведя в её составе 47 игр и забив 9 голов. В 1982 году был вызван на Кубок африканских наций в Ливии. Нигерия тогда не смогла выйти из своей группы. В марте 1984 года Адешина вновь участвовал в Кубок африканских наций, который на этот раз проходил в государстве Берег Слоновой Кости. Нигерия смогла дойти до финала, где уступила Камеруну (1:3).
В марте 1988 года был заявлен для участия в Кубке африканских наций в Марокко. Нигерия дошла до финала, однако в решающей игре вновь уступила Камеруну с минимальным счётом (0:1). Адемола сыграл в 5 играх.
В сентябре 1988 года главный тренер олимпийской сборной Нигерии Манфред Хонер вызвал Адемолу на летние Олимпийские игры в Сеуле. В команде он получил 4 номер. В своей группе нигерийцы заняли последнее четвёртое место, уступив Югославии, Австралии и Бразилии. Адешина сыграл во всех трёх играх на турнире.
В марте 1990 года Адешина был приглашён на Кубок африканских наций, который на этот раз проходил в Алжире. Нигерия вновь дошла до финального матча, где уступила хозяевам турнира — Алжиру (0:1). Адешина сыграл в трёх играх на турнире.

## Достижения
- Серебряный призёр Кубка африканских наций (3): 1984, 1988, 1990

## Личная жизнь
Женат, воспитывает троих детей.